# Tratado de Libre Comercio entre Corea del Sur y Unión Europea
El acuerdo de libre comercio entre la UE y Corea del Sur es un tratado que entró en vigor el 1 de julio de 2011, después de varios años de negociaciones, que liberaliza el negocio del comercio entre la UE y Corea del Sur. Es el primer tratado comercial establecido entre la Unión Europea y los países asiáticos y, por tanto marca una etapa en la evolución de las relaciones entre Corea del Sur y la Unión Europea.

## Historia
El tratado de libre comercio (abreviado TLC) entre la UE y Corea del Sur es parte de un contexto internacional más amplio marcado por el fracaso de las grandes negociaciones multilaterales, como el de la Ronda de Doha. En consecuencia, la UE ha favorecido los acuerdos bilaterales con América del Sur y Asia, iniciado a principios de la década de 2010 con la India o Malasia para establecer un tratado Libre Comercio. Desde 2004, Corea del Sur también está involucrado en numerosos acuerdos de libre comercio, algunos de los cuales, firmados antes de 2014, son los ya establecidos con Chile, Singapur, el Reino Unido o con la ANSA y otros que están en proceso de negociación.
El TLC está diseñado para incrementar el comercio entre la UE y Corea del Sur mediante la eliminación de casi el 98% de los derechos aduaneros entre las dos áreas y la exclusión de algunos productos como el arroz que no están incluidos en el Tratado. Según la Comisión Europea, el tratado de libre comercio: «espera que se duplique la cantidad de comercio bilateral entre la UE y Corea en 20 años, en comparación con un escenario sin TLC», mientras que el Instituto de Política Económica de Corea (KIEP) proyecta un aumento en las exportaciones coreanas de 7,4 millones de euros y la creación de 253.000 puestos de trabajo.
El Gukhoe, la Asamblea Nacional de Corea del Sur dirigida por el Hannara Dang (Gran Partido Nacional) de Lee Myung-bak, ratificó el tratado en mayo de 2011 a pesar de la oposición parlamentaria, que se alarmó de las posibles consecuencias desastrosas que podría inducir el acuerdo de libre comercio sobre los agricultores de Corea del Sur. De hecho, la UE exporta principalmente la maquinaria industrial surcoreana: automóviles, productos químicos y productos agrícolas mientras que Corea exporta coches a Europa, barcos, equipos electrónicos y LDES semiconductores. En el lado europeo, la Comisión Europea es responsable, desde la entrada en vigor del Tratado, no solo de poner en práctica el tratado a través de varios comités y grupos de trabajo, sino también para monitorear y presentar informes cada dos meses para los Estados miembros en el Parlamento Europeo y las asociaciones profesionales incluidas en las importaciones de textiles, automóviles y equipos eléctricos. También de manera más general elabora un informe anual de seguimiento para el Parlamento Europeo y los Estados miembros.

## Consecuencias del TLC

### Impacto económico
Los efectos del tratado de libre comercio, que eliminará el 98% de los aranceles en un plazo de un año tras la entrada en vigor.En el periodo 2011-2012 las exportaciones de productos totalmente liberalizados aumentaron un 32% y al mismo tiempo las exportaciones de productos parcialmente liberalizados aumentaron un 10%. Del mismo modo, el primer trimestre de 2013 vio, por primera vez en quince años, un superávit comercial de Europa con respecto a Corea del Sur. La UE ha llevado a cabo desde la entrada en vigor del Tratado de un lugar mayor en las importaciones coreanas (por ejemplo, de un 9% en 2011 a 9,7% en 2012). Uno de los principales avances del TLC implica la eliminación gradual de las barreras comerciales no arancelarias, especialmente en las industrias de la automotriz, farmacéutica y electrónica. Es decir que los reglamentos técnicos que dificultan las exportaciones de la UE se están armonizando o derogando, como en las normas técnicas para automóviles de Corea para imitar los permitidos por la Unión Europea. Sin embargo, el impacto del TLC sólo se conocerá cuando verdaderamente los derechos aduaneros, que están siendo suprimidos progresivamente, en eliminen totalmente.

### Críticas
El tratado de libre comercio ha sido el blanco de las críticas, especialmente de los fabricantes europeos de automóviles que se quejan de no poder establecerse en Corea del Sur debido a las barreras comerciales persistentes que imponen las leyes surcoreanas. En Francia, los fabricantes y el gobierno, a través de la voz de su ministro de Economía, Arnaud Montebourg, acusaron al TLC de haber inundado el mercado europeo del automóvil: Montebourg afirmó en 2012 que: «este acuerdo de libre comercio entre la UE y Corea fue firmado el año pasado ingenuamente, y hoy nos encontramos con aumentos en el mercado diésel para coches pequeños de un 1 000%»